# Boris Jefimov
Boris Jefimovič Jefimov, vlastním příjmením Fridljand (rusky Борис Ефимович Ефимов [Борис Хаимович Фридлянд], 28. záříjul./ 11. října 1900greg., Kyjev – 1. října 2008, Moskva) byl sovětský karikaturista, známý především svými propagandistickými kresbami z období 2. světové a později studené války. Působil mnoho let jako vedoucí výtvarník deníku Izvestija.
Jeho bratrem byl známý novinář Michail Kolcov (1898–1940/1942), kterého nechal popravit Stalin.